# Love Yourself: Answer
Love Yourself: Answer (estilizado como LOVE YOURSELF 結 'Answer') é o terceiro álbum de coletânea coreano do grupo sul-coreano BTS. O álbum foi lançado no dia 24 de agosto de 2018 pela Big Hit Entertainment. Está disponível em quatro versões: "S", "E", "F" e "L", contendo 25 faixas (26 na versão digital), incluindo sete novas músicas, com a faixa "Idol" servindo como o primeiro single. A maioria das faixas são dos álbuns Love Yourself: Her e Love Yourself: Tear, incluindo alguns remixes. O álbum estreou em número um na Coreia do Sul, Canadá, Japão e Estados Unidos, tornando-se o segundo álbum do BTS a ficar no topo do mercado americano.
Em 9 de novembro de 2018, "Love Yourself: Answer" tornou-se o primeiro álbum coreano a ser certificado como ouro nos Estados Unidos.

## Preparações e lançamento
Love Yourself: Answer foi anunciado pela primeira vez no dia 16 de julho de 2018, com o anúncio do álbum contendo sete novas faixas chegando no dia seguinte. O álbum foi concebido como o final da série Love Yourself, que conectou a história do curta-metragem Love Yourself 起 Wonder, com o EP Love Yourself 承 'Her', e com o álbum de estúdio Love Yourself 轉 'Tear', formando a composição narrativa conhecida como: "起承轉結 (기승전결) (Kishōtenketsu)".
No dia 6 de agosto, a Big Hit Entertainment lançou uma nota do Most Beautiful Moment in Life, parte de uma série de notas fictícias pertencentes ao conceito dos álbuns do BTS, começando com o EP de 2015 The Most Beautiful Moment in Life, Part 1. A nota, escrita pelo membro do BTS, Jin, fala sobre ele encontrar um caderno escrito por seu pai na história. O caderno discutia sobre as falhas do pai. Três dias depois, em 9 de agosto, o trailer do álbum, apresentando uma nova música intitulada "Epiphany", foi lançada. O solo, descrito por Tamar Herman da Billboard como uma melodia de "construção pop-rock", foi apresentado por Jin, e fala sobre encontrar o amor próprio. A música serve como uma das faixas do álbum. O trailer foi dirigido por Yong-seok Choi (Lumpens), e retrata múltiplas versões de Jin em uma sala, contando a história de uma jornada pessoal. Philip Merrill, da The Recording Academy, descreveu o vídeo como tendo um "sentido de retroceder e avançar, através do tempo e através de diferentes versões de si próprio". Discutindo o desempenho de Jin no vídeo, Hong Hye-min, do The Korea Times, afirmou que ele foi bem-interpretado e emotivo, com a "voz triste e livre de Jin".
Fotos de conceito promocional apresentando quatro temas diferentes foram lançadas em 13 de agosto para as versões "S" e "E", e em 16 de agosto para as versões "L" e "F". A versão "S" continha elementos inspirados no New Romanticism, mostrando o BTS em caixas vermelhas brilhantes rodeadas de câmaras, olhos, mãos e amplificadores. A versão conceitual "E" continha "pastéis" brilhantes, com membros do BTS em bolhas cheias de elementos fantásticos da natureza. O segundo conjunto de teasers, as versões "L" e "F", foram mais brilhantes, com os membros do BTS usando uma mistura de estilo retro com blazers e ternos formais. Além disso, a versão "L" continha imagens em preto e branco, combinadas com as fotografias brilhantes e contrastantes. A lista oficial de faixas foi lançada em 20 de agosto, revelando que seria uma coletânea contendo músicas do Love Yourself: Her e Love Yourself: Tear, com um total de vinte e cinco faixas. A lista de músicas também anunciou versões remixadas dos singles anteriores do BTS, como "DNA", "Mic Drop" e "Fake Love". Em 22 de agosto de 2018, o teaser de "Idol" foi lançado. Em 24 de agosto, duas horas antes do lançamento de "Love Yourself: Answer", a Big Hit Entertainment anunciou que uma versão alternativa de "Idol" com Nicki Minaj seria incluída na versão digital do álbum. Depois disso, o álbum foi lançado, juntamente com o videoclipe de "Idol". Um videoclipe para a versão de "Idol" com Nicki Minaj foi lançado em 6 de setembro de 2018.

## Composição
Alguns dos temas do álbum incluem empoderamento, juventude, amor e reflexão, enquanto o humor exibido através do álbum é catártico, animado, confiante, apaixonado e anseioso, entre muitas outras coisas. O gênero do álbum apresenta vários tipos de pop.
Em uma entrevista com a Billboard, alguns dos produtores que ajudaram com o álbum relembraram seus processos de pensamento e objetivos para o álbum. A escritora Melanie Fontana, que trabalhou em "Euphoria", queria que o refrão explodisse com algo mais "cativante", mas que a platéia pudesse cantar facilmente também. Ray Michael Djan Jr. afirmou que a música "I'm Fine" foi uma resposta a uma música anterior que ele ajudou a escrever chamada "Save Me". Muita bateria e baixo influenciaram "I'm Fine" e eles misturaram vários sons diferentes para criá-la. Na música-título "Idol", Ali Tamposi afirmou que o representante da Big Hit queria que a música parecesse intensa.

## Promoções

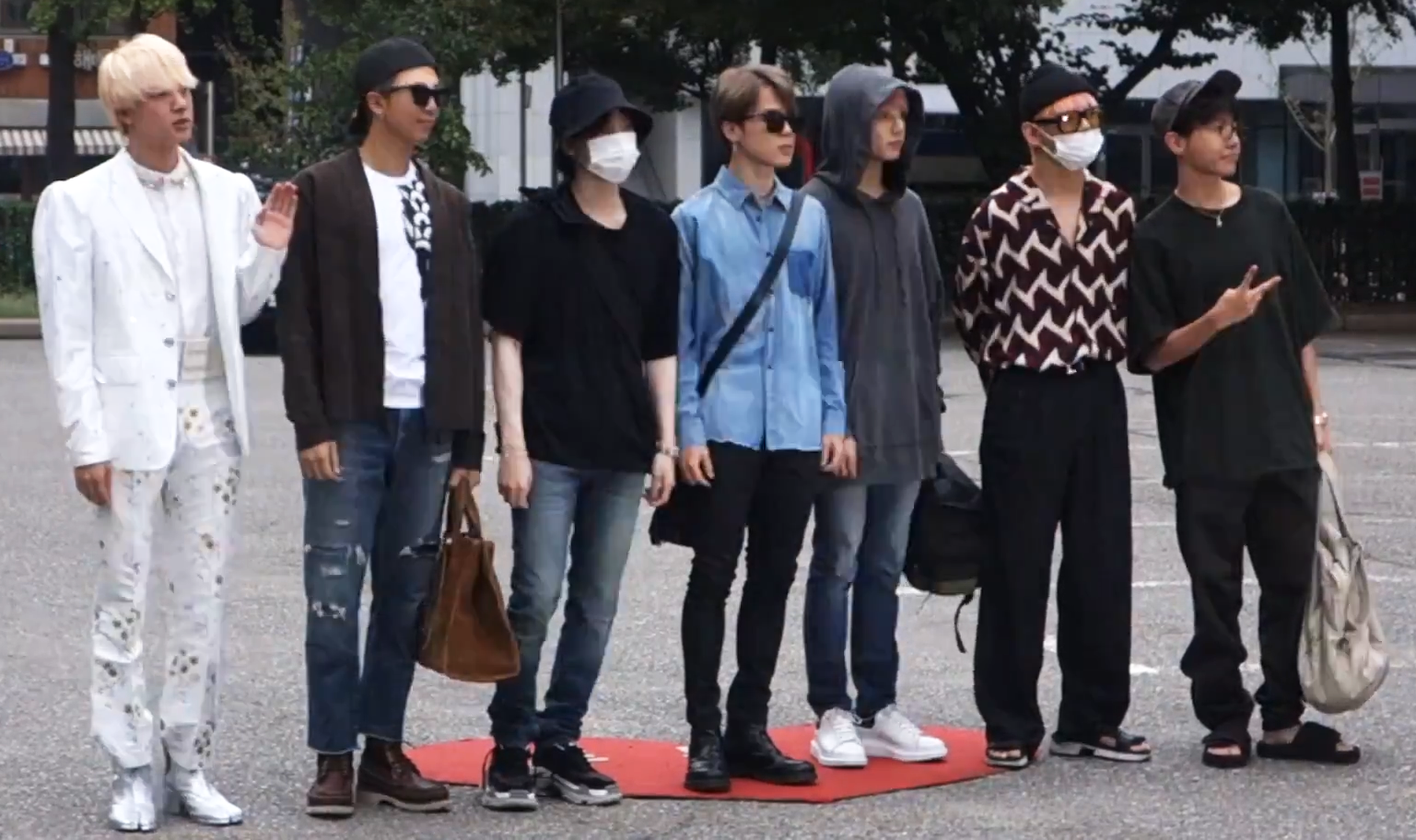
BTS chegando no Music Bank para se apresentarem em 31 de agosto de 2018.

Em 26 de agosto de 2018, o BTS realizou uma coletiva de imprensa para discutirem sobre o álbum, e também para falar sobre o BTS World Tour: Love Yourself, que começou no dia anterior. Eles se apresentaram com "Idol" e "I'm Fine" em vários programas musicais sul-coreanos para a semana de 26 de agosto, com apresentações pré-gravadas transmitidas na semana seguinte, incluindo o M Countdown, Music Bank, Show! Music Core e Inkigayo. Uma versão curta de "Save Me", do álbum "The Most Beautiful Moment in Life: Young Forever" serviu como uma introdução durante a apresentação de "I'm Fine" no "M Countdown". BTS se apresentou com "Idol" no segundo Soribada Best K-Music Awards em 30 de agosto, com "Fake Love" sendo apresentada como música extra.
Enquanto estavam nos Estados Unidos para a parte norte-americana de sua turnê Love Yourself, o BTS se apresentou com 'Idol' no segundo episódio da semifinal da 13ª temporada do America's Got Talent, que foi ao ar em 12 de setembro. O grupo cantou "Idol" no "The Tonight Show Starring Jimmy Fallon" e no "Good Morning America" em 25 e 26 de setembro, respectivamente, além de uma entrevista em ambos os programas. Uma performance bônus de "I'm Fine" também foi lançada no canal do "The Tonight Show" no YouTube.
Em 1 de outubro de 2018, surgiram notícias de que o BTS estava programado para aparecer no The Graham Norton Show, da BBC, em 12 de outubro, que mais tarde foi confirmado pela Big Hit Entertainment cinco dias depois.

## Recepção da critica
| Críticas profissionais | Críticas profissionais |
| Avaliações da crítica  | Avaliações da crítica  |
| Fonte                  | Avaliação              |
| ---------------------- | ---------------------- |
| SCMP                   | [ 42 ]                 |
| AllMusic               | [ 43 ]                 |
| Clash Music            | 9/10                   |
| Billboard              | favorável              |

Love Yourself: Answer recebeu críticas positivas dos críticos. Nemo Kim, do South China Morning Post, deu ao álbum quatro estrelas de cinco e disse: "Rappers mostram seus estilos em faixas solo, a banda envia uma mensagem para jovens coreanos sobre o amor próprio, e o único Idol os vê usando trajes tradicionais e misturando pop com percussão antiga enquanto Minaj se junta, "elogiando este álbum" comenta o lugar de BTS como os reis do gênero". Em uma análise positiva, Taylor Glasby da revista Clash descreveu a narrativa do álbum como um "Retrato dos medos, erros e pensamentos que infligimos a nós mesmos", que permanecem "pungentemente relacionáveis". Além disso, ela disse que a narrativa serve "para nos lembrar que cada pessoa deve seguir seu próprio caminho, e não há uma resposta única para alcançar a auto-aceitação". No entanto, para "Answer: Love Myself", a faixa que conclui a narrativa sobre o álbum, Glasby sentiu que "liricamente excede embora joga o instrumental um pouco seguro demais". Tamar Herman da Billboard elogiou o álbum, chamando-o de um "culminar magistral de anos de trabalho e cheio de significado, é inegavelmente uma obra magnum da BTS que esses poucos outros artistas, boy bands ou não, podem esperar alcançar."

## Elogios
| Crítico/Publicador  | Lista                                            | Classificação | Ref.   |
| ------------------- | ------------------------------------------------ | ------------- | ------ |
| 20 minutos          | The Albums of 2018 That Should Not Go Unnoticed  | —             | [ 45 ] |
| Billboard           | The 20 Best K-pop Albums of 2018: Critics' Picks | 1             | [ 46 ] |
| Bravo               | These are the ten best K-pop albums of the year  | 1             | [ 47 ] |
| City Pages          | Every #1 album from 2018, ranked                 | 16            | [ 48 ] |
| DIY                 | DIY'S Albums Of the Year 2018                    | 2             | [ 49 ] |
| Rolling Stone India | 10 Best K-pop Albums of 2018                     | 1             | [ 50 ] |
| The Spinnaker       | Spinnaker's top 10 albums of the year            | 3             | [ 51 ] |
| Uproxx              | 20 Must-Hear Pop Albums From 2018                | 16            | [ 52 ] |
| Yahoo!              | The best albums of 2018                          | 8             | [ 53 ] |
| Yardbarker          | The 10 best pop albums of 2018                   | —             | [ 54 ] |

| Ano  | Organização                   | Prêmio                          | Resultado | Ref.                 |
| ---- | ----------------------------- | ------------------------------- | --------- | -------------------- |
| 2018 | MBC Plus X Genie Music Awards | Digital Album of the Year       | Venceu    | [ 55 ]               |
| 2018 | Korea Popular Music Awards    | Best Album                      | Venceu    | [ 56 ]               |
| 2019 | Golden Disc Awards            | Disk Bonsang                    | Venceu    | [ 57 ]               |
| 2019 | Golden Disc Awards            | Disk Daesang                    | Venceu    | [ 57 ]               |
| 2019 | Gaon Chart Music Awards       | Album of the Year – 3rd Quarter | Venceu    | [ 58 ] [ 59 ] [ 60 ] |
| 2019 | Korean Music Awards           | Album of the Year               | Indicado  | [ 61 ]               |
| 2019 | Korean Music Awards           | Best Pop Album                  | Indicado  | [ 61 ]               |
| 2019 | Japan Gold Disc Awards        | Best 3 Albums (Asia)            | Venceu    | [ 62 ]               |
| 2019 | GAFFA Awards                  | Best International Album        | Venceu    | [ 63 ] [ 64 ]        |

## Desempenho comercial
Durante o período de 18 a 24 de julho, os primeiros seis dias do período de pré-venda de "Love Yourself: Answer", a Iriver relatou que o álbum vendeu mais de 1,51 milhão de cópias no mercado interno, superando seu predecessor "Love Yourself: Tear" como o álbum mais pré-encomendado na Coreia do Sul. Subseqüentemente, estreou em 1º lugar no Gaon Album Chart, vendendo 1.933.450 exemplares durante os últimos oito dias do mês de agosto. O álbum bateu o recorde de melhores vendas mensais da história do Gaon Chart desde sua criação em 2010. O recorde também foi anteriormente segurado pelo Love Yourself: Tear do BTS.
Em outubro de 2018, "Love Yourself: Answer" ganhou a certificação de "Double Million Seller" da Korea Music Content Association, por vender mais de 2 milhões de cópias. Eles são o primeiro ato musical a fazer isso desde que o Gaon Chart começou as certificações musicais no início daquele ano.
Love Yourself: Answer estreou em 1º lugar na Billboard 200, tornando-se o segundo álbum do BTS a alcançar o 1º lugar - seu segundo de 2018 - e sua maior semana de vendas no país até o momento. O álbum ganhou 185.000 unidades equivalentes a álbum, incluindo 141.000 em vendas puras de álbuns. Ele também se tornou o primeiro álbum coreano a receber uma certificação de álbum do RIAA.
"Idol" se tornou a primeira música do BTS, bem como a primeira música coreana, a entrar no top 40 da parada oficial do Reino Unido, ficando em 21º lugar. Na Irlanda, a música alcançou a 33ª posição. Love Yourself: Answer também se tornou o terceiro álbum do BTS a entrar no top-20 do Reino Unido, alcançando o 14ª lugar na parada de álbuns oficiais.
A Tower Records Japan informou que o álbum foi o terceiro álbum mais importado do Japão em 2018, atrás apenas do álbum What Is Love?, do grupo Twice, e do álbum Love Yourself: Tear, do BTS.

## Lista de músicas
Créditos adaptados do Spotify, Apple Music, Naver,  Amazon Music, e ASCAP.
| CD 1           | | |                            |         |  |
| N.º            | Título | Compositor(es) | Produtor(es)               | Duração |  |
| 1.             | "Euphoria" (solo do Jungkook) | DJ Swivel Candace Nicole Sosa Melanie Joy Fontana "hitman" bang Supreme Boi Adora RM                                                                 | Jordan "DJ Swivel" Young   | 3:49    |  |
| 2.             | "Trivia 起: Just Dance" (solo do J-Hope)                                                                                          | Hiss noise J-Hope | Hiss noise J-Hope          | 3:45    |  |
| 3.             | "Serendipity" (full length edition) (solo do Jimin)                                                                               | "hitman" bang Ray Michael Djan Jr. Slow Rabbit RM Ashton Foster                                                                                      | Slow Rabbit                | 4:37    |  |
| 4.             | "DNA" | "hitman" bang Pdogg RM KASS Suga Supreme Boi | Pdogg                      | 3:43    |  |
| 5.             | "보조개" (Bojogae / Dimple) (cantado por Jin, Jimin, V, e Jungkook)                                                               | Allison Kaplan RM Matthew Tishler | Matthew Tishler Crash Cove | 3:16    |  |
| 6.             | "Trivia 承: Love" (solo do RM) | Slow Rabbit RM Hiss noise | Slow Rabbit                | 3:46    |  |
| 7.             | "Her" (apresentado por RM, Suga, e J-Hope)                                                                                        | J-Hope RM Slow Rabbit Suga | Suga Slow Rabbit           | 3:49    |  |
| 8.             | "Singularity" (solo do V) | RM Charlie J. Perry | Charlie J. Perry           | 3:17    |  |
| 9.             | "Fake Love" | "hitman" bang Pdogg RM | Pdogg                      | 4:02    |  |
| 10.            | "전하지 못한 진심" (apresentando Steve Aoki) (Jeonhaji mot-han jinsim / The Truth Untold) (cantado por Jin, Jimin, V, e Jungkook) | Steve Aoki Noah Conrad RM Jake Torrey Annika Wells Roland Spreckley Slow Rabbit                                                                      | Steve Aoki                 | 4:02    |  |
| 11.            | "Trivia 轉: Seesaw" (solo do Suga)                                                                                                | Slow Rabbit Suga | Slow Rabbit Suga           | 4:06    |  |
| 12.            | "Tear" (apresentado por RM, Suga, e J-Hope)                                                                                       | Shin Myung-soo DOCSKIM Suga RM J-Hope | DOCSKIM                    | 4:45    |  |
| 13.            | "Epiphany" (solo do Jin) | "hitman" bang Slow Rabbit Adora | Slow Rabbit                | 4:00    |  |
| 14.            | "I'm Fine" | Ray Michael Djan Lauren Dyson Ashton Foster Samantha Harper J-Hope RM Suga Jung Bobby Yoon Guitar Jordan "DJ Swivel" Young Candace Nicole Sosa Pdogg | Pdogg                      | 4:00    |  |
| 15.            | "Idol" | "hitman" bang Roman Campolo Pdogg RM Supreme Boi Ali Tamposi                                                                                         | Pdogg                      | 3:43    |  |
| 16.            | "Answer: Love Myself" | Pdogg Jung Bobby Jordan "DJ Swivel" Young Candace Nicole Sosa RM Suga J-Hope Ray Michael Djan Ashton Foster Conor Maynard                            | Pdogg                      | 4:11    |  |
| Duração total: | Duração total: | Duração total: | Duração total:             | 1:02:51 |  |

| CD 2           |                                                     | |                                        |         |  |
| N.º            | Título                                              | Compositor(es)                                                                                         | Produtor(es)                           | Duração |  |
| 1.             | "Magic Shop"                                        | Jungkook Hiss noise RM DJ Swivel Candace Nicole Sosa Adora J-Hope Suga                                 | Jungkook Hiss noise Adora              | 4:36    |  |
| 2.             | "Best of Me"                                        | Andrew Taggart Pdogg Ray Michael Djan Jr Ashton Foster Sam Klempner RM "hitman" bang Suga J-Hope Adora | Andrew Taggart Pdogg                   | 3:46    |  |
| 3.             | "Airplane Pt. 2"                                    | Pdogg RM Ali Tamposi Liza Owens Roman Campolo "hitman" bang Suga J-Hope                                | Pdogg                                  | 3:39    |  |
| 4.             | "고민보다 Go" (Gominboda Go / Go Go)                | Pdogg "hitman" bang Supreme Boi                                                                        | Pdogg                                  | 3:55    |  |
| 5.             | "Anpanman"                                          | Pdogg Supreme Boi "hitman" bang                                                                        | Pdogg                                  | 3:54    |  |
| 6.             | "Mic Drop"                                          | Pdogg Supreme Boi "hitman" bang j-hope RM                                                              | Pdogg                                  | 3:57    |  |
| 7.             | "DNA" (Pedal 2 LA mix)                              | Pdogg "hitman" bang KASS Supreme Boi Suga RM                                                           | "hitman" bang DOCSKIM Khan Slow Rabbit | 4:07    |  |
| 8.             | "Fake Love" (Rocking Vibe mix)                      | Pdogg "hitman" bang RM                                                                                 | Slow Rabbit                            | 3:58    |  |
| 9.             | "Mic Drop" (Steve Aoki remix) (full length edition) | Pdogg Supreme Boi "hitman" bang j-hope RM                                                              | Steve Aoki                             | 5:08    |  |
| Duração total: | Duração total:                                      | Duração total:                                                                                         | Duração total:                         | 37:00   |  |

| Faixa bônus digital |                                          |                                                                          |              |         |  |
| N.º                 | Título                                   | Compositor(es)                                                           | Produtor(es) | Duração |  |
| 10.                 | "Idol" (com participação de Nicki Minaj) | "hitman" bang Roman Campolo Pdogg RM Supreme Boi Ali Tamposi Onika Maraj | Pdogg        | 4:20    |  |

## Paradas musicais
| Parada (2018–19)                              | Posição |
| --------------------------------------------- | ------- |
| Austrália (ARIA)                              | 9       |
| Áustria (Ö3 Austria Top 40)                   | 14      |
| Bélgica (Ultratop Flandres)                   | 5       |
| Bélgica (Ultratop Valônia)                    | 24      |
| Canadá (Billboard)                            | 1       |
| Dinamarca (Hitlisten)                         | 8       |
| Países Baixos (Dutch Charts)                  | 5       |
| Estonian Albums (Eesti Ekspress)              | 2       |
| Finlândia (Suomen virallinen lista)           | 5       |
| French Albums (SNEP)                          | 49      |
| Alemanha (Offizielle Deutsche Charts)         | 23      |
| Hungria (MAHASZ)                              | 17      |
| Irish Albums (IRMA)                           | 15      |
| Italian Albums (FIMI)                         | 18      |
| Japan Hot Albums (Billboard)                  | 1       |
| Japanese Albums (Oricon)                      | 1       |
| Mexican Albums (AMPROFON)                     | 6       |
| Nova Zelândia (RMNZ)                          | 11      |
| Noruega (VG-lista)                            | 25      |
| Escócia (Official Scottish Albums)            | 14      |
| South Korean Albums (Gaon)                    | 1       |
| Spanish Albums (PROMUSICAE)                   | 7       |
| Suécia (Sverigetopplistan)                    | 20      |
| Suíça (Schweizer Hitparade)                   | 13      |
| Reino Unido (Official Albums Chart)           | 14      |
| UK Independent Albums (OCC)                   | 7       |
| US Billboard 200                              | 1       |
| Estados Unidos (Billboard Independent Albums) | 1       |
| US Top Album Sales (Billboard)                | 1       |
| US World Albums (Billboard)                   | 1       |

| Parada (2018)                      | Posição |
| ---------------------------------- | ------- |
| Belgian Albums (Ultratop Flanders) | 105     |
| Dutch Albums (MegaCharts)          | 70      |
| Japanese Albums (Oricon)           | 14      |
| Mexican Albums (AMPROFON)          | 69      |
| South Korean Albums (Gaon)         | 1       |
| US Billboard 200                   | 85      |
| US Independent Albums (Billboard)  | 4       |
| US Top Album Sales (BuzzAngle)     | 18      |
| US World Albums (Billboard)        | 2       |

| Parada (2018)                          | Posição |
| -------------------------------------- | ------- |
| Canada (Canadian Hot 100)              | 75      |
| Finland Digital Song Sales (Billboard) | 4       |
| French Downloaded Singles (SNEP)       | 45      |
| Hungary (Single Top 40)                | 6       |
| Japan Hot 100 (Billboard Japan)        | 36      |
| New Zealand Hot Singles (RMNZ)         | 12      |
| Scotland (Official Charts Company)     | 47      |
| Singapore (RIAS)                       | 28      |
| South Korea (Gaon)                     | 14      |
| South Korea (K-pop Hot 100)            | 3       |
| Sweden Digital Song Sales (Billboard)  | 8       |
| UK Download (OCC)                      | 47      |
| UK Independent Singles(OCC)            | 3       |
| US Bubbling Under Hot 100 (Billboard)  | 7       |
| US World Digital Songs (Billboard)     | 3       |

| Parada (2018)                      | Posição |
| ---------------------------------- | ------- |
| French Downloaded Singles (SNEP)   | 69      |
| Hungary (Single Top 40)            | 15      |
| South Korea (Gaon)                 | 24      |
| South Korea (K-pop Hot 100)        | 4       |
| UK Download (OCC)                  | 60      |
| US World Digital Songs (Billboard) | 6       |

## Vendas
| Região         | Vendas Puras |
| -------------- | ------------ |
| China          | 281,441      |
| Japão (Oricon) | 236,375      |
| Coreia do Sul  | 2,259,747    |
| Estados Unidos | 199,865      |

## Histórico de lançamento
| País           | Data                 | Formato                       | Gravadora                  |
| -------------- | -------------------- | ----------------------------- | -------------------------- |
| Coreia do Sul  | 24 de agosto de 2018 | CD Download digital streaming | Big Hit iriver Inc [ 135 ] |
| Estados Unidos | 24 de agosto de 2018 | CD Download digital streaming | Big Hit Columbia [ 5 ]     |
| Japão          | 24 de agosto de 2018 | CD Download digital streaming | Big Hit Def Jam [ 5 ]      |
| Varios         | 24 de agosto de 2018 | Download digital streaming    | Big Hit [ 7 ]              |